# Thanon Khao San
Thanon Khao San (taj. ถนนข้าวสาร) to krótka ulica w centrum Bangkoku, stolicy Tajlandii. 
Nazwa Khao San, którą tłumaczy się jako „zmielony ryż”, przypomina o dawniejszych dziejach ulicy, na której znajdowało się przede wszystkim targowisko dla handlu ryżem. Jednakże w ciągu ostatnich 20 lat Khao San stała się miejscem odwiedzanym głównie przez backpackerów, oferującym tanie noclegi. Stanowi również bazę wypadową dla osób zamierzających odbyć dalsze podróże po Tajlandii, od Chiang Mai na północy kraju, po Ko Pha Ngan na południu. Obsługę turystyczną zapewniają liczne, rozsiane po okolicy, biura podróży. Khao San znajduje się również w bliskiej odległości najważniejszych atrakcji turystycznych starego Bangkoku – około 1 km na północ od Wielkiego Pałacu Królewskiego i Świątyni Szmaragdowego Buddy, najważniejszego dla buddystów miejsca w Tajlandii.
O klimacie i charakterze ulicy Khao San stanowią przede wszystkim liczne kawiarenki, bary i kluby muzyczne, hostele, uliczne stragany z pamiątkami, jedzeniem i odzieżą. Ulica jest również znana z salonów tatuażu i masażu, a także nieustannego zgiełku i tłumów turystów z różnych części świata.

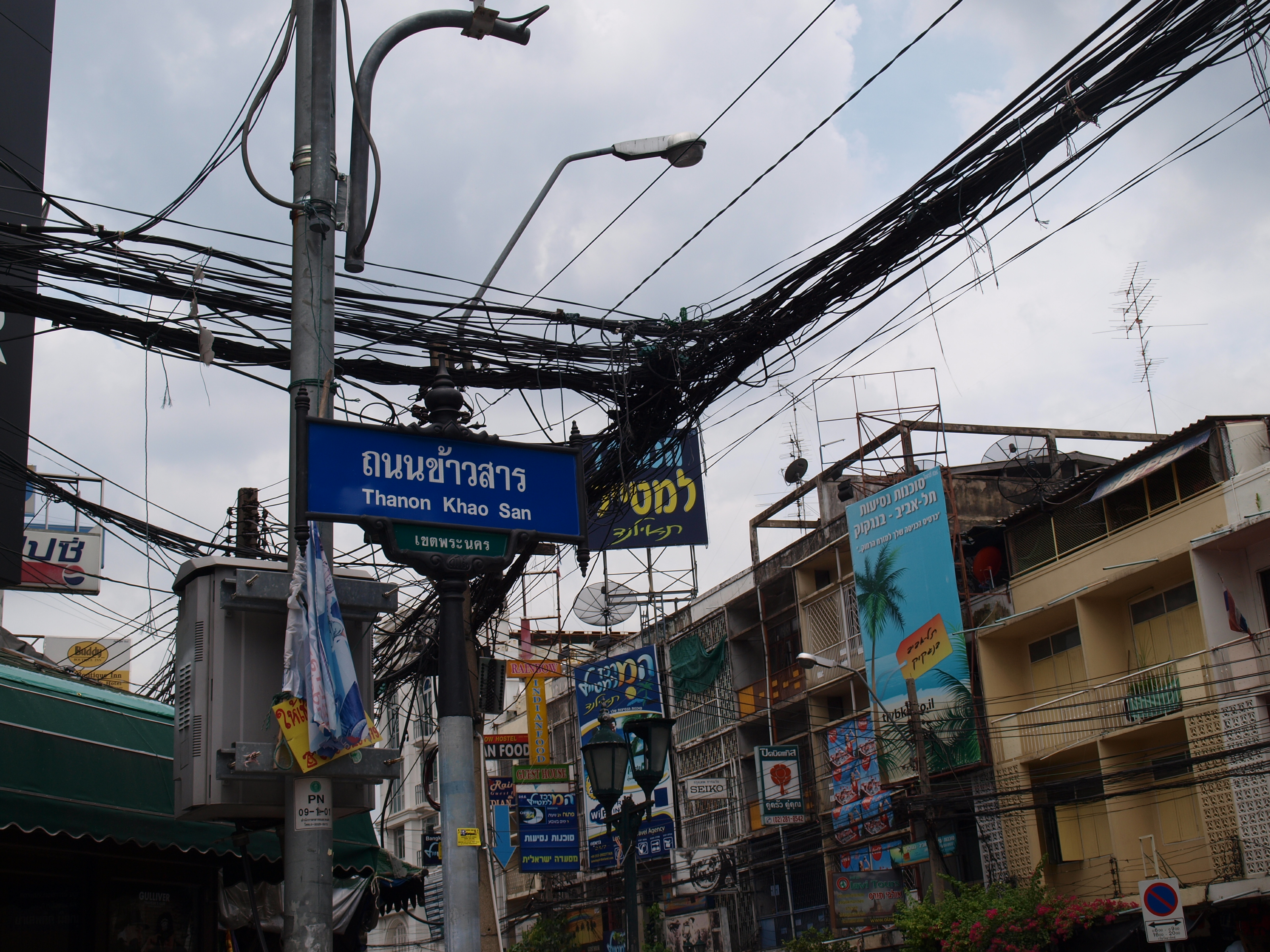
Tabliczka z nazwą ulicy
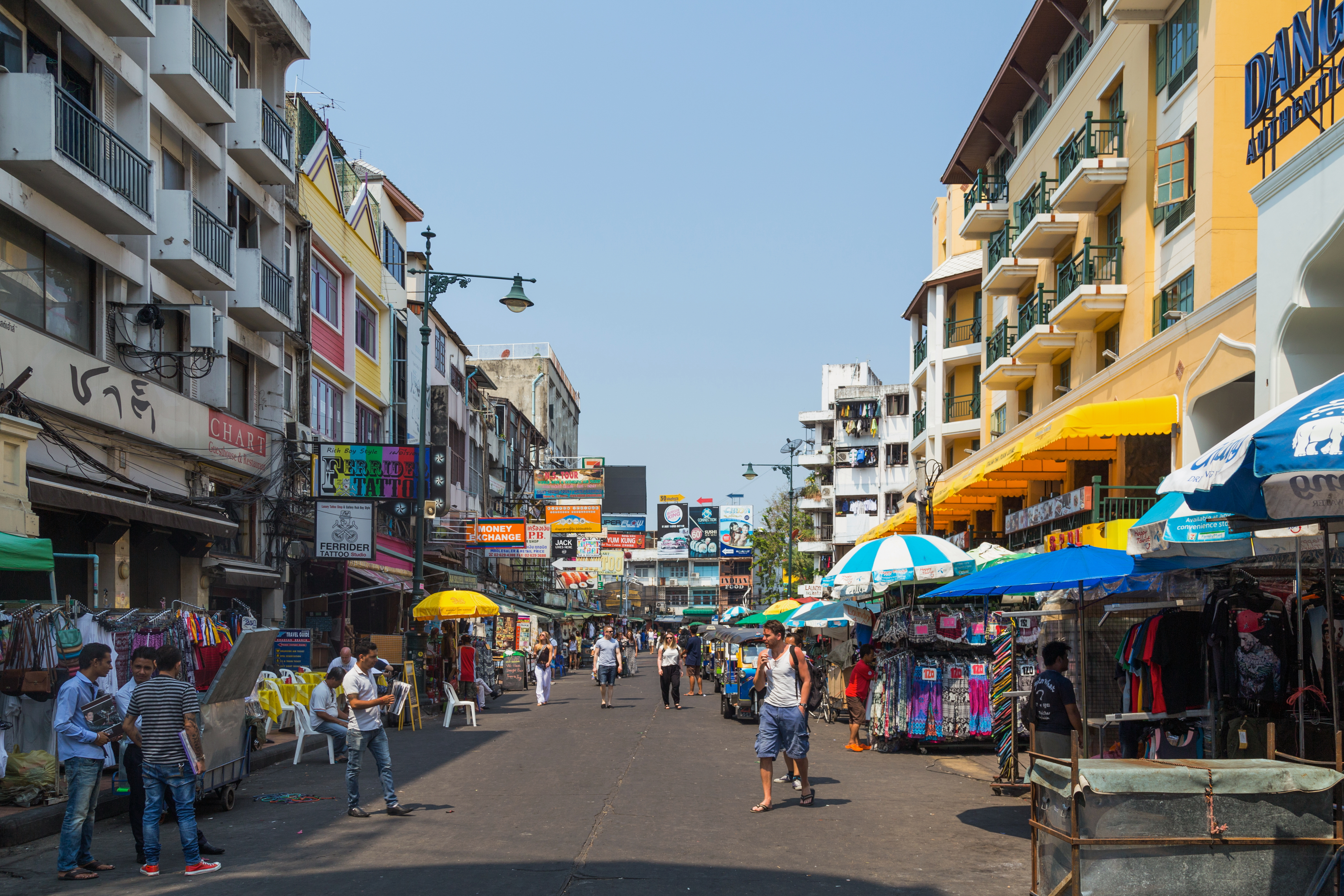
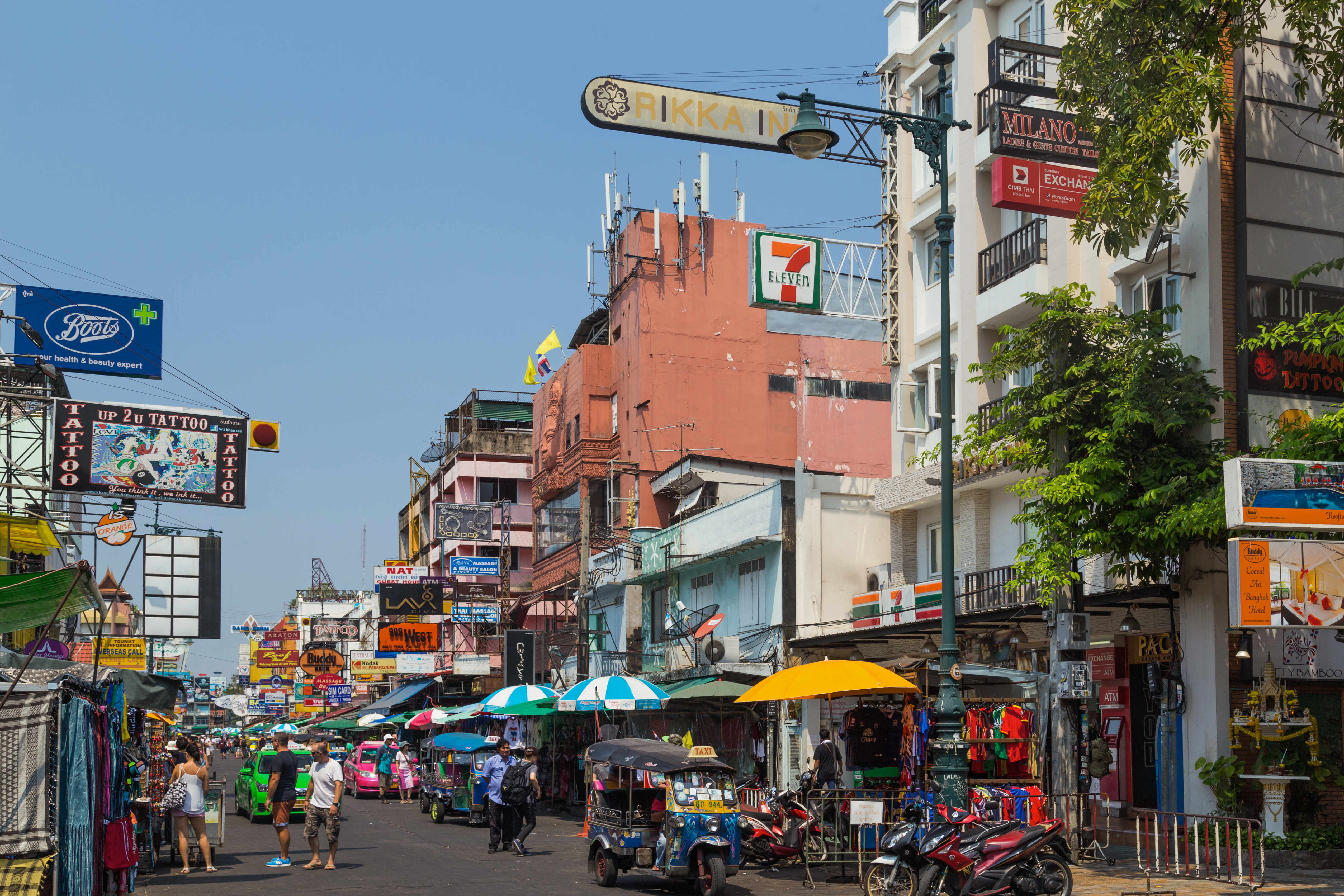
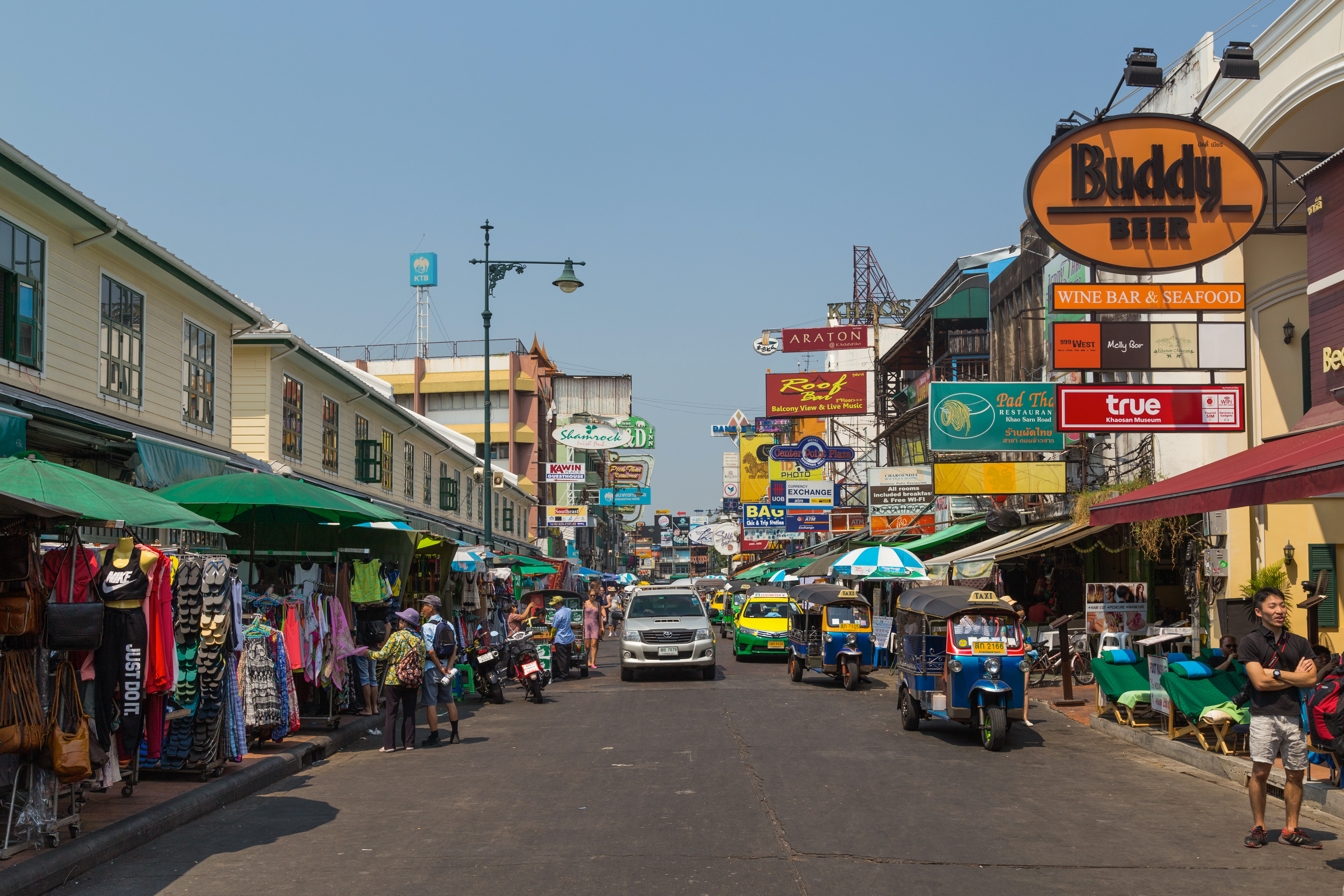